# Avant-garde (militaire)
Pour les articles homonymes, voir Avant-garde.

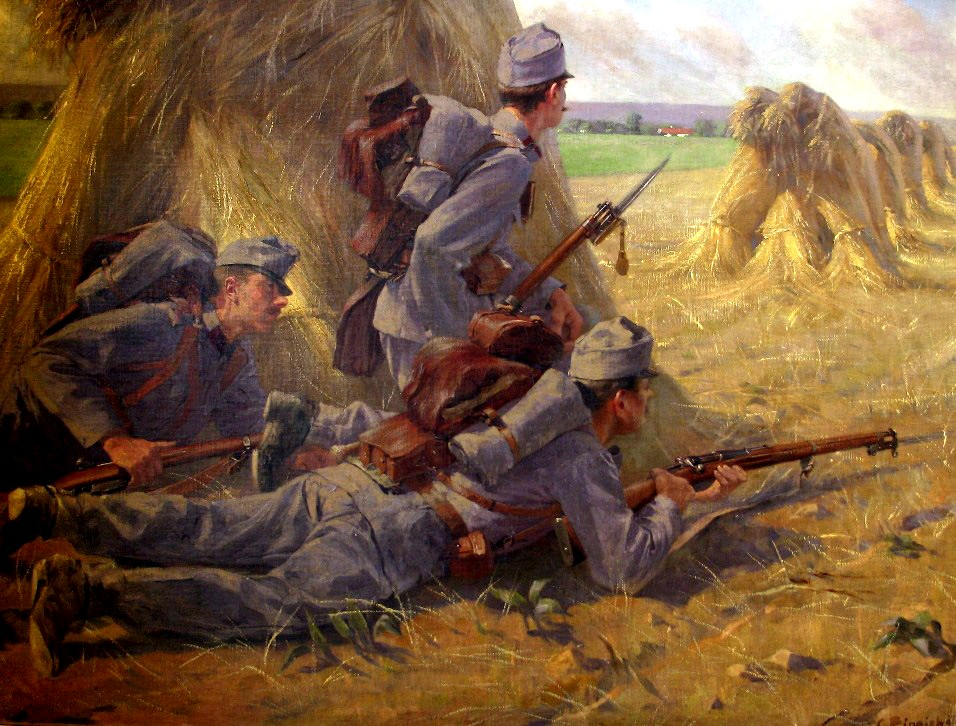
Soldats en reconnaissance derrière des bottes de pailles.

Une avant-garde est un groupe d'unités destiné à se déplacer devant l'armée pour :
- explorer le terrain afin d'éviter les surprises (embuscade ou bataille de rencontre),
- occuper rapidement les positions fortes du champ de bataille (points hauts, retranchements, ponts, constructions),
- faire écran et contenir l'ennemi le temps que l'armée puisse se déployer,
- harceler un adversaire en repli ou le détruire s'il est en déroute.

Afin de répondre à ces missions, une avant-garde est souvent constituée de troupes légères et rapides.